# Monogramă

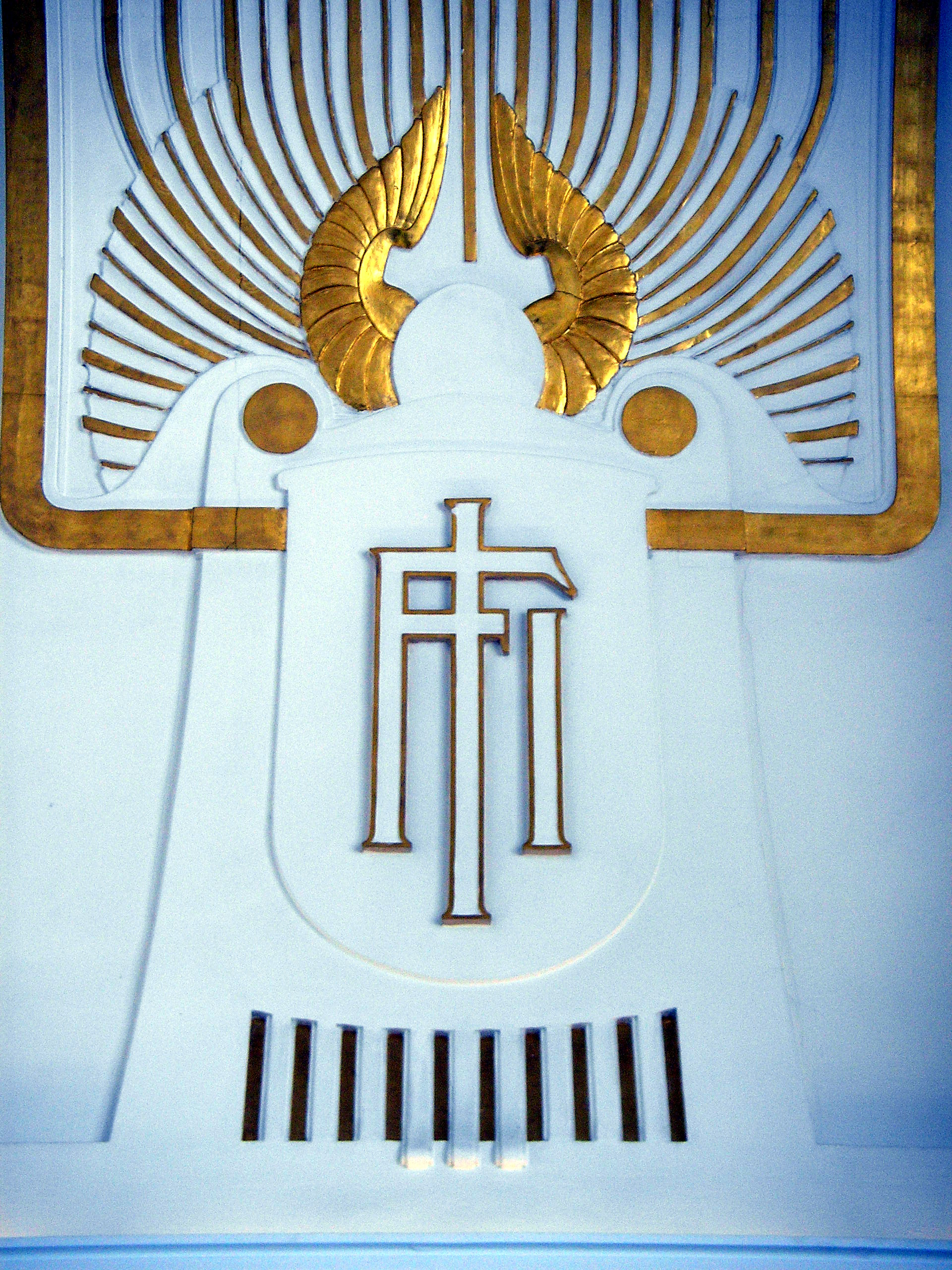
Monograma FII = Franciscus Iosephus Imperator (Împăratul Franz Joseph)

Monograma (din greacă μόνος — unic, γραμμα — literă) este un semn format prin împletirea sau alăturarea  literelor inițiale ale numelui și prenumelui unei persoane, aplicat pe diverse obiecte prin scriere, brodare sau gravare, pentru a fi recunoscut de alte persoane sau pentru a-și recunoaște un obiect din proprietate.